# Hontanar-La Ferriza
Hontanar-La Ferriza este o arie protejată (arie de protecție specială avifaunistică — SPA) din Spania întinsă pe o suprafață de 3.145,28 ha, integral pe uscat.

## Localizare
Centrul sitului Hontanar-La Ferriza este situat la coordonatele 40°02′09″N 1°18′52″W / 40.0358°N 1.3144°V.

## Înființare
Situl Hontanar-La Ferriza a fost declarat arie de protecție specială avifaunistică în iunie 2009 pentru a proteja 14 specii de animale.

## Biodiversitate
Situată în ecoregiunea mediteraneană, aria protejată conține 6 habitate naturale: Galerii de Salix alba și de Populus alba, Păduri de pin (sub-) mediteraneene cu pini negri endemici, Lande oro-mediteraneene cu formațiuni endemice de grozamă, Păduri endemice cu Juniperus spp., Păduri de Quercus ilex și Quercus rotundifolia, Pante stâncoase calcaroase cu vegetație casmofită.
La baza desemnării sitului se află mai multe specii protejate de  păsări (14): fâsă-de-câmp (Anthus campestris), buha (Bubo bubo), ciocârlie-cu-degete-scurte (Calandrella brachydactyla), caprimulg (Caprimulgus europaeus), Chersophilus duponti, șerpar (Circaetus gallicus), șoim călător (Falco peregrinus), Galerida theklae, acvilă pitică (Hieraaetus pennatus), ciocârlie de pădure (Lullula arborea), Oenanthe leucura, Pyrrhocorax pyrrhocorax, turturică (Streptopelia turtur), silvie de tufiș (Sylvia undata).